# サンファーレ
サンファーレ（SUNFARE）は、三重県桑名市桑栄町にある複合商業施設。

## 歴史
2006年（平成18年）4月28日に開業した。施設は地上8階地下1階の北館と地上18階地下1階の南館からなり、地上1階および同2階の部分を共有する。共有部分には商業施設や桑名市のサテライトオフィスが入居し、地上3階以上の部分は北館が駐車場、南館が分譲マンション（95戸）となっている。名称の「サンファーレ」は、三重県と太陽（Sun）を意味する「サン」、およびイタリア語で創造を意味する「ファーレ（fare）」を組み合わせた造語である。なお、高さ60mの南館は、用途をマンションに限定すると三重県内では最高層の建築物でもある。
今回のサンファーレの建設事業では、制度としての市街地再開発事業は用いられていないものの、同事業を用いて建設された再開発ビルを改築したため、「再々開発」として国土交通省や都市未来推進機構、再開発コーディネーター協会、全国市町村再開発連絡協議会や各自治体などから扱われている。
また、こうした事業としては2009年に完成した「小樽駅前第3ビル周辺地区再開発」より早いため、日本初の再々開発事業とされている。。この施設が立地する場所には、かつて桑名駅前市街地再開発事業の一環として施工された商業ビル「パル」があった。同ビルは1972年（昭和47年）に開業し、当時は桑名市内で唯一の大型商業施設であったこともあり、開業当初は年商が100億円を超えるなど好調な実績を残したが、しだいに売上高が減少し、管理会社である桑名商業開発株式会社の業績は悪化。1996年（平成8年）に同社が和議の申請をして以降は核テナントや専門店が相次いで撤退し、同ビルは1997年（平成9年）に閉鎖された。
同ビルは桑名駅と商店街を繋ぐ施設としての役割も担っており、閉鎖によって中心市街地の求心力低下が懸念されたため、桑名市では官民共同での再生事業の実施を決定した。再生事業の実施が決定した時点で、桑名市内にはアピタ桑名店やマイカル桑名（現・イオンモール桑名）などの大型ショッピングセンターが存在して中心市街地が衰退していたことから、施設用途は高い需要が見込まれる住宅を中心としたものに転換し、建物の低層部のみに商業・業務施設を配置することとなった。事業スキームとしては、桑名商業開発の債権の一部を金融機関が放棄し、三交不動産が事業主体となって土地および保留床の買収と建物の解体、新施設の建設を一貫して行う方式が採られた。また、公的支援の枠組みとしては優良建築物等整備事業の活用によって事業の早期実施を促進し、保留床については、南館は地上1階および同2階の商業・業務施設部分を桑名商工会議所と再出店を希望する元権利者が、地上3階以上の住宅部分は分譲マンションとしそれぞれの住宅購入者が取得することで区分所有者による共有とし、経済産業省の中心市街地商業活性化総合支援事業を活用して市営駐車場を整備した北館は全床を桑名市が11.59億円で取得することで、事業者の負担減が図られた。
こうした取り組みによって建設事業は順調に進んだものの、南北に細長く奥行きがないという敷地形状の制約から生じる建物の床形状の問題が解消されなかったこともあり当初想定していた食品スーパーマーケットの誘致に失敗し、また桑名駅の乗降客数が1日当たり4万人と多くないこともネックとなり、元権利者の再取得分も含めて13区画の商業床のうち、1区画は未入居のまま開業することとなった。
その為オープン後も民間業者等を活用して｢空き店舗対策｣を進めるとしていたが対策は効果を上げず、逆に開業から3年も経たない2009年（平成21年）2月22日に開業当初の核テナントであるドラッグストアチェーン スギ薬局が撤退した。その後民間の後継テナントが入居しなかった為、一年以上後の2010年（平成22年）3月8日にハローワーク桑名が入居し、空室状態を解消したが、核店舗の撤退した商業施設という、一般的には営業的に難しい状態とされる状況が続いている。
2018年に桑名市は北館（市営駐車場を含む）を民間へ売却し、現在は大和情報サービス株式会社が北館を保有し、施設管理等を行っている。

### 年表
- 1997年（平成9年）7月31日 - パルが閉店。
- 2001年（平成13年） - 株式会社まちづくり桑名設立（桑名市、商工会議所他出資第三セクター）。
- 2002年（平成14年）9月 - 三交不動産が事業化を表明。
- 2003年（平成15年） - 事業計画決定、既存建築物の解体に着手。
- 2004年（平成16年）7月  - 建築物本体工事に着手。
- 2006年（平成18年）4月  - 建築物本体工事が竣工。
- 2006年（平成18年）4月28日 - サンファーレとして開業。

## 主な施設
- 桑名市サテライトオフィス：夜間・土日も市の業務の一部を取り扱う
- 桑名商工会議所
- ハローワーク桑名
- D-Parking＜立体駐車場＞（92台収容）

## 交通アクセス
- JR関西本線・近鉄名古屋線・養老鉄道養老線 桑名駅から徒歩で約1分。
- 東名阪自動車道 桑名ICから東へ約4km、所要時間8分。